# 바야니 자린
바야니 자린(중국어 간체자: 巴亚尼·加林, 정체자: 巴亞尼·加林, 병음: Bāyàní Jiālín, 한자음: 파아니·가림, 1999년 12월 17일~) 또는 바얀 잘른크즈(카자흐어: Баян Жалынқызы)는 중화인민공화국의 크로스컨트리 스키 선수이다. 카자흐족으로 2022년 동계 올림픽에 참가했으며 2025년 동계 아시안 게임에서 금메달 1개를 획득했다.